# The Way (ゲーム)
『The Way』（ザ・ウェイ）は、ポーランドのインディーゲームスタジオPuzzling Dreamが開発した横スクロールのアクションアドベンチャーゲーム。PC版とXbox One版の発売後、キャラクターの声の追加やグラフィックの改良、レベルデザインの変更等を行ったバージョン『ザ・ウェイ 〜トワの誓い〜』（ザ・ウェイ トワのちかい、原題：The Way Remastered）がNintendo Switch向けに発売された。

## 概要
最愛の妻を亡くした主人公のトム（Tom、日本語版声優：神村駿助）が、妻を蘇生させる手段を求めて様々なエリアを冒険する。トムは勤務先の会社から宇宙船を強奪して以前に探査で訪れた惑星へ再び向かい、恒久的な命「エターナルライフ」（eternal life）を得られるという建築物「トワの金字塔」（the Pyramid of Eternity）を目指す。
本作の内容は、1990年代に発売されたパズル要素を含む2Dアクションアドベンチャーゲーム『アウターワールド』『Heart of Darkness』『フラッシュバック』の影響を受けている。これらのソフトが後にリメイクおよび再リリースされる中で同様の精神とゲーム性を持つ新しいゲームが出ていないことを開発チームが残念に思い、独自のゲームを作ってその穴を埋めようと考えたことが開発のきっかけとなった。
2014年5月6日から2014年6月5日の期間にKickstarterでのクラウドファンディングが実施され、1万5000カナダドルの目標額に対し2万3412カナダドルの資金が集まった。

## システム
本作にはライフの要素はなく、敵の攻撃を受けた時やダメージ地形への接触および高い位置からの落下で即ミスとなりオートセーブ地点からゲームが再開される。
ゲーム開始直後のトムは丸腰状態だが、銃の入手により敵を攻撃できる。また中盤以降は獣のティンカン（Tincan）がトムに同行し、足場となったり敵を攻撃したりする。
アイテムの「スフィア」（Sphere）各種を入手することで以下の効果を発動できるようになる。
- マスターキー (Access) - 一部の装置を作動させる。
- テレキネシス (Telekinesis) - 周囲にある一部の物を遠隔操作する。
- シールド (Shield) - 周囲の一部分にシールドを張り、レーザービームや光弾を反射する。シールドの角度は任意に変更できる。
- テレポート (Teleportation) - 使用した場所に残像を配置し、別の場所でもう一度使用すると残像の場所へ瞬時に移動する。

## 受賞
- Pixel Heaven 2016 「Indie Grand Prix」「Rookie of the Year」「best Retro Roots game」[8]